# When Nietzsche Wept
When Nietzsche Wept (br Quando Nietzche Chorou) é um filme de 2007, dirigido por Pinchas Perry, com roteiro baseado no livro homónimo de Irvin D. Yalom. 

## Enredo
A história é sobre um fictício encontro entre o filósofo Friedrich Nietzsche e o médico Josef Breuer, professor de Sigmund Freud, quando ambos encontravam-se em fases atormentadas:  Nietzche apresentava tendências suicidas e ainda não era conhecido (o ano provável é 1882, quando Assim Falou Zaratustra ainda não tinha sido escrito) e costumava escrever que era um filósofo póstumo, e que seus alunos ainda não haviam nascido, enquanto Breuer estava passando por uma crise por ter se envolvido com uma de suas pacientes, Bertha Pappenheim (a qual era referida como Anna O.). 
Lou Andreas-Salomé, única paixão da vida de Nietzsche e namorada de Paul Rée, procura dr. Breuer para que ele trate do famoso filósofo com a sua nova e controversa técnica de terapia através da fala, sem que este se dê conta de que está passando por uma sessão de terapia.
Para convencer Nietzsche a permanecer em Viena, dr. Breuer inventa uma tática engenhosa: diz que vai tratar a parte física de Nietzsche, que sofria de enxaquecas terríveis, enquanto este o ajuda a entender seus próprios problemas através da filosofia. Ambos os homens passam, então, a encontrar-se todos os dias e suas vidas mudam bruscamente.

## Elenco
- Armand Assante — Friedrich Nietzsche
- Ben Cross — Josef Breuer
- Katheryn Winnick — Lou Salome
- Jamie Elman — Sigmund Freud
- Rachel O'Meara — Frau Becker
- Joanna Pacula — Mathilda
- Michal Yannai — Bertha
- Andreas Beckett — Zarathustra